# The Streak

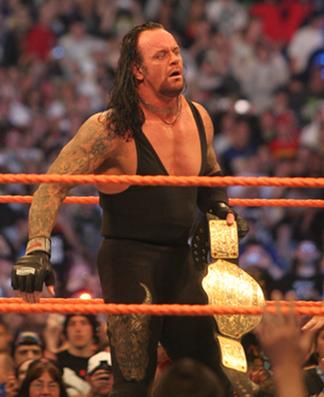
Mark Calaway alias The Undertaker in 2008, als WWE-champion

The Streak was een reeks overwinningen in het professioneel worstelen behaald door Amerikaans professioneel worstelaar The Undertaker (pseudoniem van Mark Calaway) bij WrestleMania, sinds 1985 het belangrijkste pay-per-viewevenement georganiseerd door de worstelpromotie World Wrestling Entertainment (WWE).
Tussen 1991 en 2013 bleef The Undertaker 21 wedstrijden ongeslagen, totdat hij werd verslagen door Brock Lesnar bij WrestleMania XXX in april 2014. Gedurende een periode van 23 jaar overwon hij achtereenvolgens 18 tegenstanders. Triple H versloeg hij 3 keer, Shawn Michaels en Kane legden elk 2 keer de duimen. Tussendoor miste hij ook twee edities, WrestleMania X (1994) en WrestleMania 2000 (2000), wegens een blessure. De term "The Streak" was al sinds 2007 in omloop, het jaar waarin WrestleMania 23 plaatsvond. Vanaf dat moment begon de WWE zijn reeks van toen 14 overwinningen te promoten als de "grootste sportprestatie uit de geschiedenis". "The Streak" was met name een denominatie gegeven door fans en insiders uit de worstelwereld. Een overwinning tegen The Undertaker werd  door sommigen aanzien als het hoogste goed en dus belangrijker dan het behalen van een kampioenschap.
Hoewel deze overwinningen deel uitmaakten van een verhaallijn (kayfabe) hadden verschillende media, waaronder Sky Sports, ontzag voor The Undertaker. Drie jaar na zijn nederlaag tegen Lesnar verloor The Undertaker van Roman Reigns bij WrestleMania 33.

## Ontstaan vanThe Streak
"The Streak" vloeide voort uit beslissingen die jarenlang door de WWE werden genomen met betrekking tot Calaways personage 'The Undertaker'. Deze hadden een impact op het ontstaan van de winstreeks. Zo trad in de beginjaren geregeld een David en Goliath-verhaal op waarbij The Undertaker zijn tegenstander geen schijn van een kans liet. Specifiek speelde de manier waarop de promotie The Undertaker boekte in verhaallijnen (jargon: feuds of vetes) een bepalende rol tijdens de eerste fase ervan. Bovendien beïnvloedden zowel de regie als - hoewel in mindere mate - bookmakers het verloop van een wedstrijd. De promotie voorzag The Undertaker fundamenteel als winnaar van zijn 'WrestleMania'-wedstrijden. Mogelijke beweeggronden waren de scène van 'WrestleMania' en Calaways imponerende verschijning evenals zijn macabere personage. Men ging er als dusdanig vanuit dat een onderstelde nederlaag van The Undertaker ongeloofwaardig zou aanslaan bij fans.
Tijdens het eerste stadium van zijn loopbaan in de WWE verloor The Undertaker zelden een wedstrijd. Hetzelfde gold voor 'WrestleMania', waar hij eenvoudigweg niet verloor. Naarmate men de reeks opschroefde kwam het idee tot stand om deze te besteden als een soort terugkerende cliffhanger, als in "Zal hij dit jaar wel verliezen?". Hierdoor keerden fans elk jaar terug om af te stemmen op deze verhaallijn. De promotie bereikte hierover een overeenkomst met Calaway. Vanaf 2010 werkte Calaway een beperkt schema af. Men hield vooral rekening met zijn almaar stijgende leeftijd. Dit schema bevatte opvallend minder wedstrijden en richtte zich volledig op 'WrestleMania', wat een belangrijke contractuele voorwaarde was geworden. De WWE gebruikte de naam "The Streak" evenwel pas vanaf WrestleMania 23 (2007). Batista was toen het vijftiende doelwit van The Undertaker. Nadien volgden nog zes edities waarin de WWE de winstreeks als zwaartepunt gebruikte voor zijn belangrijkste pay-per-view.

## The Streak
Calaway legde in 1991 de hoeksteen aan zijn reeks van 21 opeenvolgende zeges middels een wedstrijd tegen "Superfly" Jimmy Snuka bij WrestleMania VII. Deze wedstrijd dateert uit het eerste kalenderjaar van The Undertaker als worstelaar voor de WWE. Zijn duel met Snuka diende als afsluiter van een cyclus overtuigende overwinningen waarin The Undertaker geen genade had voor de tegenstand. Volgens de verhaallijn was Snuka zijn laatste 'slachtoffer'. Bij WrestleMania VIII klopte hij Jake "The Snake" Roberts, met wie hij het aan de stok kreeg toen hij de kant van Randy Savage koos ten tijde van diens relatiecrisis met Miss Elizabeth. Bij WrestleMania IX was Giant González aan de beurt. The Undertaker won de wedstrijd nadat González chloroform in zijn gezicht gooide. Dit was de enige overwinning via diskwalificatie. Voor WrestleMania X (1994) moest hij verstek geven door een blessure. De twee daaropvolgende jaren versloeg hij twee behoorlijke zwaargewichten. In 1995 vloerde hij King Kong Bundy en de vijfde overwinning kwam er tegen "Diesel" Kevin Nash.
Bij WrestleMania 13 (1997) versloeg hij "Sycho" Sid Vicious nadat Bret Hart zich met de wedstrijd had bemoeid ten voordele van The Undertaker. In 1998 versloeg The Undertaker zijn halfbroer Kane na een spannende eindstrijd. Een jaar later won hij een Hell in a Cell match van The Big Boss Man, gevolgd door de eerste van drie ontmoetingen met Triple H in 2001. Tussendoor haakte hij af voor WrestleMania 2000 wegens blessureleed. Bij WrestleMania X8 (2002) klopte hij Ric Flair ondanks de inmenging van Flairs goede vriend Arn Anderson. De elfde zege was gedenkwaardig daar hij niet één maar twee opponenten tegelijk versloeg. A-Train en The Big Show slaagden er niet in The Undertaker af te stoppen. Bij de 20ste verjaardag van 'WrestleMania' haalde hij het een tweede maal van Kane.

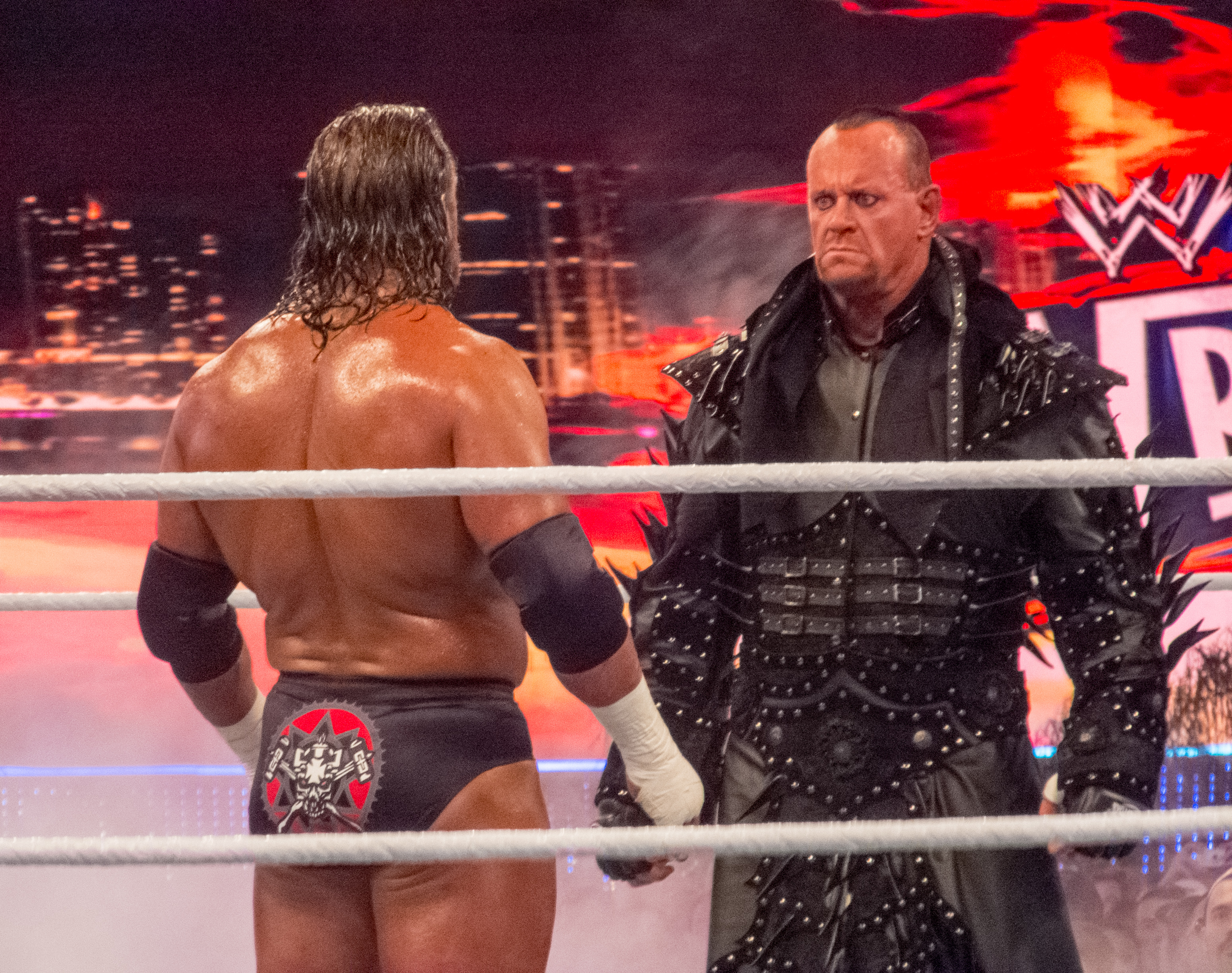
The Undertaker en Triple H vlak voor hun wedstrijd bij WrestleMania XXVIII in 2012

De jonge Randy Orton deed in 2005 tevergeefs een poging The Undertaker te verslaan. Orton slaagde ondanks de hulp van zijn vader "Cowboy" Bob Orton niet in zijn opzet. In 2006 was het de beurt aan Mark Henry. Henry belandde als eerste in een doodskist volgens de regels van een zogeheten "casket"-wedstrijd. Batista was de vijftiende worstelaar die sneuvelde in een 'WrestleMania'-kamp, nadat hij door The Undertaker zelf werd gekozen als tegenstander. In 2008 stonden zowel Calaways winstreeks als het WWE World Heavyweight Championship van toenmalig kampioen Edge op het spel. The Undertaker nam de titelriem over van Edge.
Vervolgens voltrok zich een tweeluik dat door fans wordt beschouwd als een van de grootste vetes die twee worstelaars ooit aan de dag legden. Shawn Michaels daagde The Undertaker twee keer op rij uit tot een wedstrijd bij 'WrestleMania' - met name de jubileumeditie van 2009 en in 2010 - waarbij Michaels telkens aan het kortste eind trok. Het tweede verlies was fataal voor Michaels, aangezien hij per voorafbepaalde stipulatie door The Undertaker met pensioen werd gestuurd. Deze wedstrijden werden verkozen tot PWI Match of the Year door het magazine Pro Wrestling Illustrated.
In navolging van Michaels waagde Triple H opnieuw zijn kans en vocht twee duels uit met The Undertaker. Hun laatste wedstrijd vond plaats binnen Hell in a Cell en betekende het einde van een tijdperk. The Undertaker sloot beide wedstrijden winnend af. Nadat Triple H faalde, schoof CM Punk zichzelf in 2013 naar voor als nieuwe uitdager van The Undertaker. Hij stal de urne van de pas overleden Paul Bearer, wat The Undertaker razend maakte. Een op wraak beluste The Undertaker nam de maat van CM Punk bij WrestleMania 29.

## Einde vanThe Streak

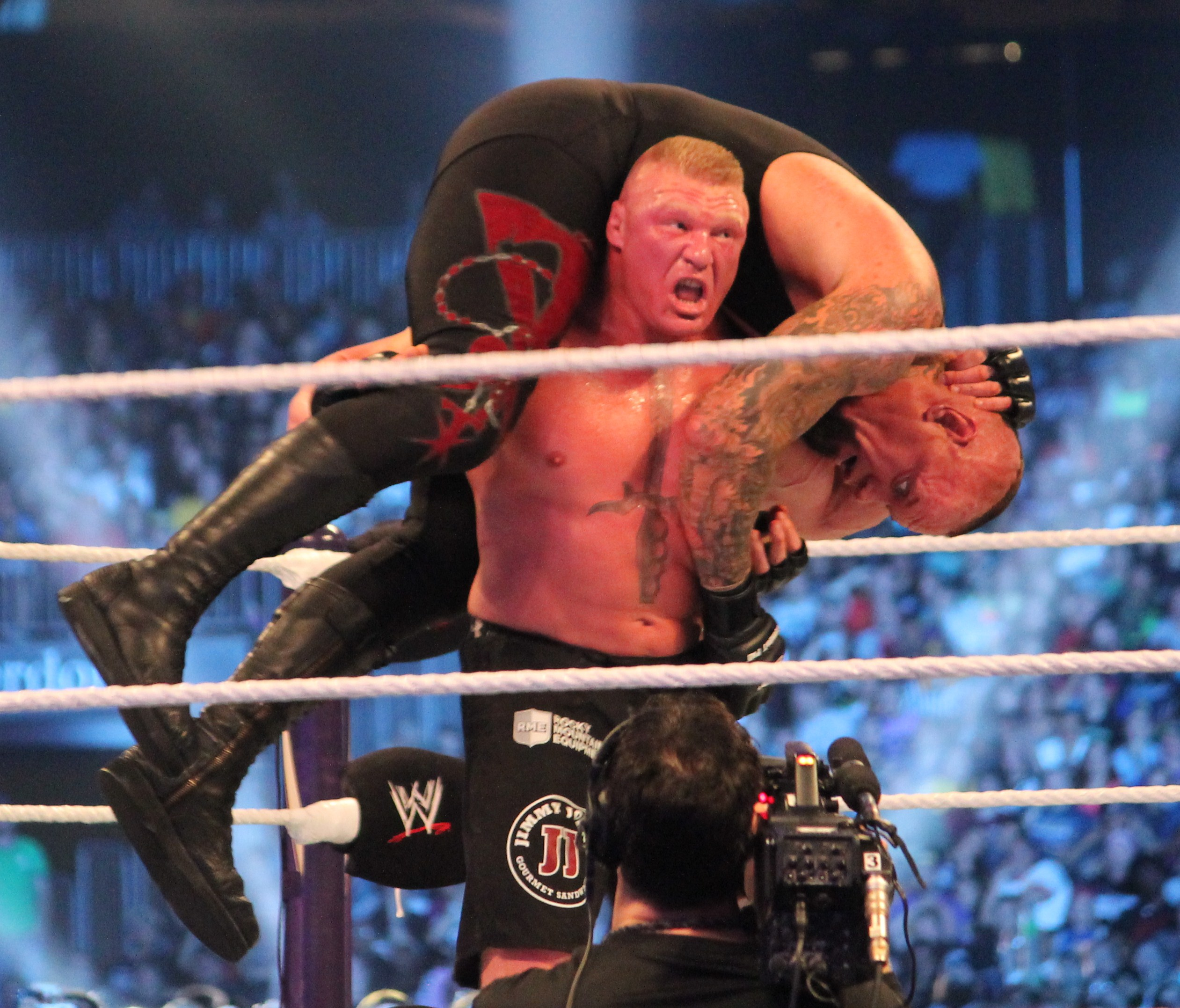
Brock Lesnar met The Undertaker enkele seconden voor zijn overwinning

Nadat Brock Lesnar als MMA-vechter in 2010 verloor van Cain Velasquez daagde Calaway hem uit tot een worstelwedstrijd op 'WrestleMania'. Calaway sprak de woorden "You want to do it? ("Wil jij het doen?"). Lesnar accepteerde de uitdaging en de wedstrijd ging door bij WrestleMania XXX (2014).  Hoewel The Undertaker de uitgesproken favoriet was voor aanvang van de wedstrijd, was Lesnar de eerste worstelaar die hem kon verslaan. De nederlaag zorgde voor verbijsterde blikken bij fans en insiders. Er raasde meteen een vlaag van ongeloof door de arena, Mercedes-Benz Superdome (New Orleans). Op sociale media heerste evenzeer ongeloof bij fans en media. In september 2016 raakte evenwel bekend dat Lesnar feitelijk "The Streak" niet wilde verbreken, maar dat er reeds een beslissing genomen werd.

## Lijst van wedstrijden uitThe Streak
Onderstaande tabel bevat de volledige lijst van tegenstanders verslagen door The Undertaker bij WrestleMania. Het jaartal, de chronologie, wedstrijdduur en locatie worden eveneens weergegeven.
| Ongeslagen reeks van The Undertaker (Mark Calaway) | Ongeslagen reeks van The Undertaker (Mark Calaway) | Ongeslagen reeks van The Undertaker (Mark Calaway) | Ongeslagen reeks van The Undertaker (Mark Calaway) |
| Nr                                                 | Datum                                              | Duur                                               | Locatie                                            |
| -------------------------------------------------- | -------------------------------------------------- | -------------------------------------------------- | -------------------------------------------------- |
| 1–0 Jimmy Snuka                                    | 24 maart 1991 WrestleMania VII                     | 4:20 Pinfall                                       | Los Angeles Memorial Sports Arena Los Angeles      |
| 2–0 Jake Roberts                                   | 5 april 1992 WrestleMania VIII                     | 6:36 Pinfall                                       | Hoosier Dome Indianapolis                          |
| 3–0 Giant González                                 | 4 april 1993 WrestleMania IX                       | 7:33 Diskwalificatie                               | Caesars Palace Las Vegas Strip                     |
| 4–0 King Kong Bundy                                | 2 april 1995 WrestleMania XI                       | 6:36 Pinfall                                       | Hartford Civic Center Hartford                     |
| 5–0 Diesel                                         | 31 maart 1996 WrestleMania XII                     | 16:46 Pinfall                                      | Arrowhead Pond Anaheim                             |
| 6–0 Sycho Sid                                      | 23 maart 1997 WrestleMania 13                      | 21:19 Pinfall                                      | Rosemont Horizon Rosemont                          |
| 7–0 Kane                                           | 29 maart 1998 WrestleMania XIV                     | 16:58 Pinfall                                      | Fleet Center Boston                                |
| 8–0 The Big Boss Man                               | 28 maart 1999 WrestleMania XV                      | 9:48 Pinfall                                       | First Union Center Philadelphia                    |
| 9–0 Triple H                                       | 1 april 2001 WrestleMania X-Seven                  | 18:17 Pinfall                                      | Reliant Astrodome Houston                          |
| 10–0 Ric Flair                                     | 17 maart 2002 WrestleMania X8                      | 18:47 Pinfall                                      | SkyDome Toronto                                    |
| 11–0 A-Train & Big Show                            | 30 maart 2003 WrestleMania XIX                     | 9:45 Pinfall                                       | Safeco Field Seattle                               |
| 12–0 Kane                                          | 14 maart 2004 WrestleMania XX                      | 7:45 Pinfall                                       | Madison Square Garden New York                     |
| 13–0 Randy Orton                                   | 3 april 2005 WrestleMania 21                       | 14:14 Pinfall                                      | Staples Center Los Angeles                         |
| 14–0 Mark Henry                                    | 2 april 2006 WrestleMania 22                       | 9:26 Casket                                        | Allstate Arena Rosemont                            |
| 15–0 Batista                                       | 1 april 2007 WrestleMania 23                       | 15:47 Pinfall                                      | Ford Field Detroit                                 |
| 16–0 Edge                                          | 30 maart 2008 WrestleMania XXIV                    | 24:03 Submission                                   | Citrus Bowl Orlando                                |
| 17–0 Shawn Michaels                                | 5 april 2009 WrestleMania XXV                      | 30:44 Pinfall                                      | Reliant Stadium Houston                            |
| 18–0 Shawn Michaels                                | 28 maart 2010 WrestleMania XXVI                    | 23:59 Pinfall                                      | University of Phoenix Stadium Glendale             |
| 19–0 Triple H                                      | 3 april 2011 WrestleMania XXVII                    | 29:24 Submission                                   | Georgia Dome Atlanta                               |
| 20–0 Triple H                                      | 1 april 2012 WrestleMania XXVIII                   | 30:50 Pinfall                                      | Sun Life Stadium Miami Gardens                     |
| 21–0 CM Punk                                       | 7 april 2013 WrestleMania 29                       | 22:07 Pinfall                                      | MetLife Stadium East Rutherford                    |